# Mercedes-Benz Vario 815 D blindé
Le Vario 815D blindé est un véhicule de type fourgon fabriqué par Mercedes-Benz, appartenant à la catégorie des véhicules blindés à usage non-militaire, destiné à du transport protégé sous blindage de valeurs ou de fonds. Il est issu du fourgon classique à usage généraliste Mercedes-Benz Vario, un fourgon spécialisé dans les charges lourdes conçu par Mercedes en 1986 sous le nom de T2.
Il est essentiellement utilisé par les services de transport de fonds dans toute l'Europe, où il sert à convoyer les recettes quotidiennes ou hebdomadaires effectuées par les divers commerces et entreprises en activité. Les banques s'en servent également intensivement pour convoyer de l'argent ou des hautes valeurs, en raison du blindage qu'il offre à ses occupants.

## Caractéristiques
Il est assez difficile de se procurer des informations quant aux caractéristiques de ce véhicule, dont il est facile de penser que les concepteurs et utilisateurs veulent garder le secret.
Il est en-effet très régulièrement la cible d'attaques armées de grande envergure, dans lesquelles les malfrats n'hésitent plus à employer du matériel de guerre de grande puissance, à-base de fusils d'assaut de gros calibres, de Kalashnikov (AK-47), voire dans certains cas de lance-roquettes (souvent des RPG-7),,,,.
Il est toutefois possible de connaître certaines donnés à son sujet, comme par-exemple l'épaisseur de ses vitres pare-balles, qui est de 10 mm, ou sa capacité à rouler avec les pneus crevés jusqu'à une vitesse de 40 km/h.
Son poids minimum est d'environ 6 000 kg et sa charge utile autorisée est de 1 400 kg. Une grande partie de son poids est due principalement à son blindage, constitué d'une superposition de plaques d'acier trempé et de plaques de matériaux balistiques en composites. Sur les côtés de la cabine et devant le conducteur et le passager se trouvent des œilletons mobiles permettant de faire feu avec les armes portées par le personnel de bord, qui est apte et autorisé à faire feu en cas de légitime défense.
La section arrière du véhicule, où sont stockées les valeurs, contient des casiers où sont encastrés plusieurs tiroirs destinés à accueillir les objets ou fonds transportés. Un code secret qui change toutes les demi-heures est à entrer sur un clavier, au cours du trajet, par l'employé situé dans le compartiment cargo. S'il ne le fait pas dans le temps imparti, ou si le camion est la cible d'une attaque, les systèmes de sécurité du véhicule injectent de la résine dans les divers bacs et inondent toutes les valeurs stockées, les rendant inutilisables.
A-côté, un rack (étagère à glissière) contient plusieurs valises, dans lesquelles de l'encre indélébile très voyante de couleur rouge est projetée sous pression si quelqu'un essaie de les retirer sans en avoir le droit. Tous les billets qui y sont placés seront immédiatement marqués de manière irréversible et donc détruits.

## Emploi
En France, les convoyeurs de fonds étant habilités à l'utilisation de ces véhicules sont soumis à des règles très strictes.
Le gilet pare-balles est obligatoire à bord pour tous les occupants, ainsi que la présence d'un fusil à pompe, dont l'usage est autorisé en cas d'attaque. Si les assaillants emploient du gaz pour déloger les occupants du fourgon, des masques-à-gaz sont disponibles pour protéger le personnel. Si le personnel doit faire usage de ses armes de service depuis l'intérieur du véhicule, des œilletons disposés tout autour du fourgon permettent de faire dépasser le canon pour tirer.
Une lampe rouge de forte puissance est présente sur le tableau de bord. Elle indique au chauffeur du camion, qui doit rester en permanence à son poste, que l'une des portes coulissantes arrière est ouverte, donc que le transfert de fonds est en cours.
Si le conducteur d'un fourgon blindé percute par inadvertance un autre véhicule, il a pour consigne de ne surtout pas s'arrêter. C'est la personne dans le véhicule percuté qui doit avoir le réflexe de noter le numéro du véhicule et contacter des responsables de la société concernée pour faire une demande de constat amiable. Si le véhicule devait toutefois se trouver forcé de s'arrêter, il ne pourrait le faire qu'à la seule condition que des forces de l'ordre soient présentes sur-place pour assurer sa sécurité.

## Utilisateurs
Il est principalement employé par les sociétés de transport de fonds (Loomis, Brinks, etc.). Quelques exemplaires cependant sont employés par les forces de l'ordre de certains pays, comme par-exemple le GIPN,, qui en détient un pour le transport de son matériel d'intervention.